# Popunie
De Stichting Popunie is een gesubsidieerde dienstverlenende stichting voor stimulering van popmuziek in Zuid-Holland, een zogeheten popkoepel. De poporganisatie bestaat sinds 1985, eerst onder de naam Stichting Zuid-Hollandse Popunie, en sinds januari 2012 als Stichting Popunie. Deze is gevestigd in Rotterdam. De Popunie ondersteunt de popsector door het organiseren van projecten voor en verlenen van diensten aan popmuzikanten, popfestivals, poppodia en gemeenten. Zo helpt de Popunie bij het ontwikkelen van lokaal overheidsbeleid ten aanzien van popmuziek. De Popunie fungeert verder als advies- en informatiecentrum en verricht ook onderzoek. 
Sinds 2013 is het ondersteuningspakket van de Popunie in Rotterdam uitgebreid. De Popunie is naast een provinciale nu ook een gemeentelijke organisatie en wordt daartoe voor een deel uit het Rotterdamse Cultuurplan bekostigd.
Bij de Popunie zijn zo'n 3000 bands/artiesten geregistreerd van uiteenlopende genres. De website van Popunie is zo een intermediair tussen afnemers en aanbieders van popmuziek.
De Popunie is een van de leden van de samenwerkende provinciale poporganisaties binnen POPnl, waarbinnen ook poporganisaties plaats hebben zoals Friesland Pop, Grover Pop (Groningen), Grap (Amsterdam) en provinciale stichtingen voor kunst en cultuur.

## Blad
Stichting Popunie brengt sinds 1994 het blad Speaker uit. Sinds 2012 is dit enkel nog digitaal te verkrijgen. De laatste jaren heet het Popunie Nieuws. 